# Sieć Europejskiego Partnerstwa Innowacyjnego
Sieć Europejskiego Partnerstwa Innowacyjnego – działanie w ramach Programu Rozwoju Obszarów Wiejskich 2014-2020, mające na celu wspierania sieci europejskiego partnerstwa innowacyjnego na rzecz wydajnego i zrównoważonego rolnictwa oraz w celu umożliwienia kontaktów między grupami operacyjnymi, służbami doradczymi i badaczami.

## Ustanowienie sieci Europejskiego Partnerstwa Innowacyjnego (EPI)
Na podstawie rozporządzenie Parlamentu Europejskiego i Rady (UE) z 2013 r. w sprawie wsparcia rozwoju obszarów wiejskich przez Europejski Fundusz Rolny na rzecz Rozwoju Obszarów Wiejskich powołano sieć europejskiego partnerstwa innowacyjnego.

## Cele sieci Europejskiego Partnerstwa Innowacyjnego
Celem sieci Europejskiego Partnerstwa Innowacyjnego (EPI) było:
- ułatwianie wymiany wiedzy fachowej i dobrych praktyk;
- ustanawianie dialogu pomiędzy rolnikami i społecznością badawczą oraz ułatwianie włączania wszystkich zainteresowanych stron w proces wymiany wiedzy.

## Zadania sieci EPI
Do zadań sieci europejskiego partnerstwa innowacyjnego należało:
- zapewnienie funkcji pomocy technicznej i dostarczanie informacji na temat EPI najważniejszym podmiotom;
- zachęcanie do tworzenia grup operacyjnych i przekazywania informacji o możliwościach oferowanych przez polityki unijne;
- ułatwianie tworzenia inicjatyw klastrowych i projektów pilotażowych lub demonstracyjnych,
- zwiększonej wydajności produkcji rolnej, rentowności gospodarczej, zrównoważenia, produktu i efektywnego gospodarowania zasobami;
- innowacji we wspieraniu biogospodarki;
- różnorodności biologicznej, usług ekosystemowych, funkcjonalności gleby i zrównoważonej gospodarki wodnej;
- innowacyjnych produktów i usług dla zintegrowanego łańcucha dostaw; -otwierania nowych możliwości dotyczących produktów i rynków dla producentów pierwotnych;
- jakości żywności, bezpieczeństwa żywności i zdrowej diety;
- zmniejszania strat po okresie zbiorów i ograniczania marnotrawstwa żywności;
- gromadzenie i rozpowszechnianie informacji na temat EPI, w tym odkryć naukowych i nowych technologii mających znaczenie dla innowacji i wymiany wiedzy oraz wymian w obszarze innowacji z państwami trzecimi.

## Zgromadzenie Sieci Obszarów Wiejskich
Według Decyzji Wykonawcza Komisji z 2014 r. określająca strukturę organizacyjną i zasady funkcjonowania europejskiej sieci na rzecz rozwoju obszarów wiejskich i sieci europejskiego partnerstwa innowacyjnego powołano zgromadzenie sieci EPI.

## Zadania Zgromadzenia
Do zadań Zgromadzenia należało szczególności:
- propagowanie wymiany i tworzenia sieci kontaktów między publicznymi i prywatnymi podmiotami działającymi w dziedzinie rozwoju obszarów wiejskich i innowacji na rzecz wydajnego i zrównoważonego rolnictwa;
- zapewnienie koordynacji między europejską siecią na rzecz rozwoju obszarów wiejskich i siecią EPI;
- zapewnienie ram strategicznych dla działalności europejskiej sieci na rzecz rozwoju obszarów wiejskich i sieci EPI, w tym prac tematycznych;
- zapewnienie odpowiedniego monitorowania oraz oceny działań europejskiej sieci na rzecz rozwoju obszarów wiejskich  i sieci EPI,
- zgłoszenie Dyrektorowi Generalnemu ds. Rolnictwa i Rozwoju Obszarów Wiejskich kandydatur członków Grupy Sterującej.

## Członkostwo w Zgromadzeniu
W skład Zgromadzenia wchodzili następujący członkowie:
- krajowe sieci obszarów wiejskich (jeden członek z każdego państwa członkowskiego);
- instytucje zarządzające, (jeden członek z każdego państwa członkowskiego);
- agencje płatnicze, (jeden członek z każdego państwa członkowskiego);
- ogólnounijne organizacje pozarządowe wpisane do wspólnego europejskiego rejestru UE, (nie więcej niż 29 członków);
- ogólnounijne organizacje reprezentujące regionalne lub lokalne organy zajmujące się rozwojem obszarów wiejskich, w tym powiązaniami między obszarami wiejskimi i miejskimi (nie więcej niż trzech członków);
- lokalne grupy działania LEADER, (jeden członek z każdego państwa członkowskiego);
- podmioty świadczące usługi doradztwa rolniczego w obszarze usług wsparcia innowacji powiązanych z grupami operacyjnymi (jeden członek z każdego państwa członkowskiego);
- rolnicze instytuty badawcze prowadzące działalność w zakresie innowacji powiązaną z grupami operacyjnymi (jeden członek z każdego państwa członkowskiego).

## Zasady funkcjonowania Zgromadzenia
Zgromadzeniu przewodniczył przedstawiciel Komisji Europejskiej Przewodniczący zwoływał posiedzenie przynajmniej raz w roku.  
W porozumieniu z Komisją Zgromadzenie mógł utworzyć podgrupy zajmujące się określonymi zagadnieniami związanymi z celami i zadaniami europejskiej sieci na rzecz rozwoju obszarów wiejskich i sieci EPI, w tym stałe podgrupy zajmujące się:
- innowacjami na rzecz wydajnego i zrównoważonego rolnictwa;
- inicjatywą LEADER i rozwojem lokalnym kierowanym przez społeczność;
- oceną programów rozwoju obszarów wiejskich.

Podgrupy prowadzili prace tematyczne na podstawie zakresu zadań określonego przez Zgromadzenie. Przedstawiciel Komisji mogli zaprosić ekspertów i obserwatorów spoza Zgromadzenia posiadających określone kompetencje dotyczące jednej ze spraw w porządku obrad, do udziału w pracach Zgromadzenia lub podgrup w trybie doraźnym.

## Zadania  Grupy Sterującej
Do zadań Grupy Sterującej należało w szczególności:
- przygotowywanie, realizacja i monitorowanie działań europejskiej sieci na rzecz rozwoju obszarów wiejskich i sieci EPI zgodnie ze strategią określoną przez Zgromadzenie;
- koordynacja prac tematycznych zgodnie z zasadami określonymi przez Zgromadzenie oraz monitorowanie ich realizacji;
- bieżąca ocena skuteczności i sprawności działań europejskiej sieci na rzecz rozwoju obszarów wiejskich  i sieci EPI;
- zapewnienie koordynacji prac Zgromadzenia z pracami innych grup ekspertów i komitetów ustanowionych w kontekście dialogu obywatelskiego w dziedzinie obszarów wiejskich;
- informowanie Zgromadzenia o swojej działalności.

## Członkostwo w Grupie Sterującej
W skład Grupy Sterującej wchodzili następujący członkowie Zgromadzenia:
- instytucje zarządzające lub krajowe sieci obszarów wiejskich (jeden członek z każdego państwa członkowskiego);
- ogólnounijne organizacje, (nie więcej niż dwunastu członków);
- krajowe organy odpowiedzialne za ocenę programów rozwoju obszarów wiejskich (nie więcej niż czterech  członków);
- podmioty świadczące usługi doradztwa rolniczego lub rolnicze instytuty badawcze  (nie więcej niż czterech członków).

Członkowie Grupy Sterującej powoływani byli przez Dyrektora Generalnego ds. Rolnictwa i Obszarów Wiejskich na podstawie wniosku Zgromadzenia odzwierciedlającego geograficzną i tematyczną różnorodność członków europejskiej sieci na rzecz rozwoju obszarów wiejskich i sieci EPI i opartego na dobrowolnym zobowiązaniu zgłoszonych członków.